# Netomocera irregularis
Netomocera irregularis (лат.) — вид паразитических наездников из семейства Pteromalidae (Chalcidoidea) отряда перепончатокрылые насекомые, в составе подсемейства Diparinae. Неотропика (Доминиканская Республика).

## Описание
Мелкие хальцидоидные наездники с коренастым телом. Длина самок 1,6 мм (самцы неизвестны). Основная окраска желтовато-бурая. Отличаются жёлто-оранжевой головой и беловатой булавой усиков. Формула члеников усиков: 1-1-1-7-3. Жгутик усика самок булавовидный с асимметричной булавой; петиоль широкий субквадратный. Самки макроптерные. Первый тергит крупный, занимает как минимум половину длины брюшка. Хозяева неизвестны, предположительно ими являются личинки насекомых.

## Систематика
Вид Netomocera был впервые описан в 2019 году румынским энтомологом Mircea-Dan Mitroiu («Alexandru Ioan Cuza» University of Iași, Faculty of Biology, Яссы, Румыния). Вид Netomocera irregularis сходен с Netomocera amethysta. Видовое название N. irregularis дано по признаку окраски переднего крыла.